# Hercostomus flaviciliatus
Hercostomus flaviciliatus is een vliegensoort uit de familie van de slankpootvliegen (Dolichopodidae). De wetenschappelijke naam van de soort is voor het eerst geldig gepubliceerd in 1914 door Van Duzee.